# Михановичи (деревня)
Михановичи (бел. Мі́ханавічы) — деревня в Минском районе Минской области Беларуси. В составе Михановичского сельсовета.

## География
Расположена в 11 км на юг от Минска, в 3 км от железнодорожной станции Михановичи, на шоссе Н9044.
Деревня дала название одноимённому агрогородку.

### Гидрография
На реке Свислочь.

## История

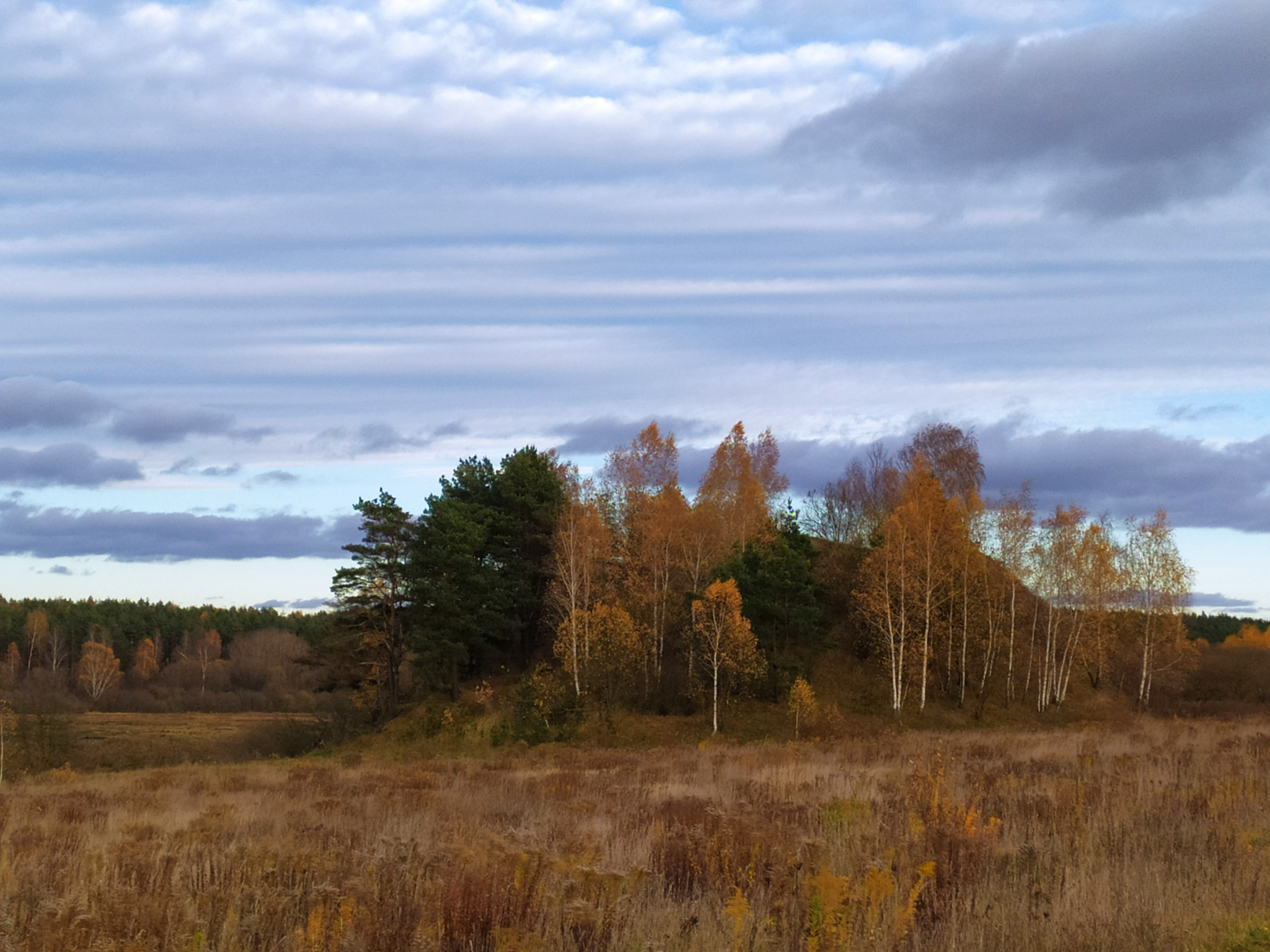
Михановичское городище

В 1582 году село в Минском уезде Минского воеводства Великого Княжества Литовского, собственность Федора Ивановича Мосальского. В 1590 году село имения Гатово. В 1642 году собственность католической церкви. В 1742 году собственность Минского женского Бернардинского монастыря.
В результате второго раздела Речи Посполитой 1793 года территория оказалась в составе Российской империи, в Минском уезде Минской губернии. В 1858 году государственная собственность. В 1884 году открытая школа грамоты, в 1890 году было 15 учеников. В 1886 году действовала Православная Свято-Воздвиженская церковь. В 1897 году в деревне есть кузница, хлебозапасный магазин, церковь на кладбище, в Самохваловичской волости Минского уезда. В 1917 году действовало народное училище.
С конца февраля 1918 года территория оккупирована войсками Германской империи. 25 марта 1918 года согласно Третьей Уставной грамоте провозглашалась частью Белорусской Народной Республики. В декабре 1918 года занята Красной Армией, с 1 января 1919 года в соответствии с постановлением I съезда КП(б) Беларуси она вошла в состав Советской Белоруссии, с 27 февраля 1919 года — в ЛитБел ССР. Во время польско-советской войны в августе 1919 — июле 1920 годов и в середине октября 1920 года под оккупацией Польши (Минский округ).
С 31 июля 1920 года в Белорусской ССР. С 20 августа 1924 года в Кайковском сельсовете Самохваловичского района Минского округа (до 26 июля 1930 года). С 18 января 1931 года в Смиловичском районе. С 26 мая 1935 года в Минском районе. С 20 февраля 1938 года в Минской области.
Во Вторую мировую войну с конца июня 1941 года до начала июля 1944 года деревня под оккупацией Германии. Сожжены 48 дворов, убиты 3 жителя.

## Население
- 1642 год — 22 двора, 65 человек
- 1742 год — 34 двора, 293 человек
- 1815 год — 150 душ мужского пола
- 1897 год — 90 дворов, 529 человек; железнодорожная станция — 7 дворов, 43 человека
- 1917 год — 125 дворов, 722 человек
- 1941 год — 248 дворов, 493 человек
- 1999 год — 176 человек (перепись населения)
- 2010 год — 154 человек

## Достопримечательность
- Городище раннего железного века. Расположено в 1 км на север от деревни, на возвышенности с правового берега Свислочи. Высота над летним меженным уровнем воды в реке 10-12 м. Площадка размером 35 × 40 м повреждена песчаным карьером. В южной части сохранились вал высотой 1,5 м и ров глубиной 1 м. Известно с 1924 года, в 1930 году обследовал археолог Александр Коваленя, в 1963 году археолог Юрий Драгун, в 1979 году археолог Валентин Соболь[2].

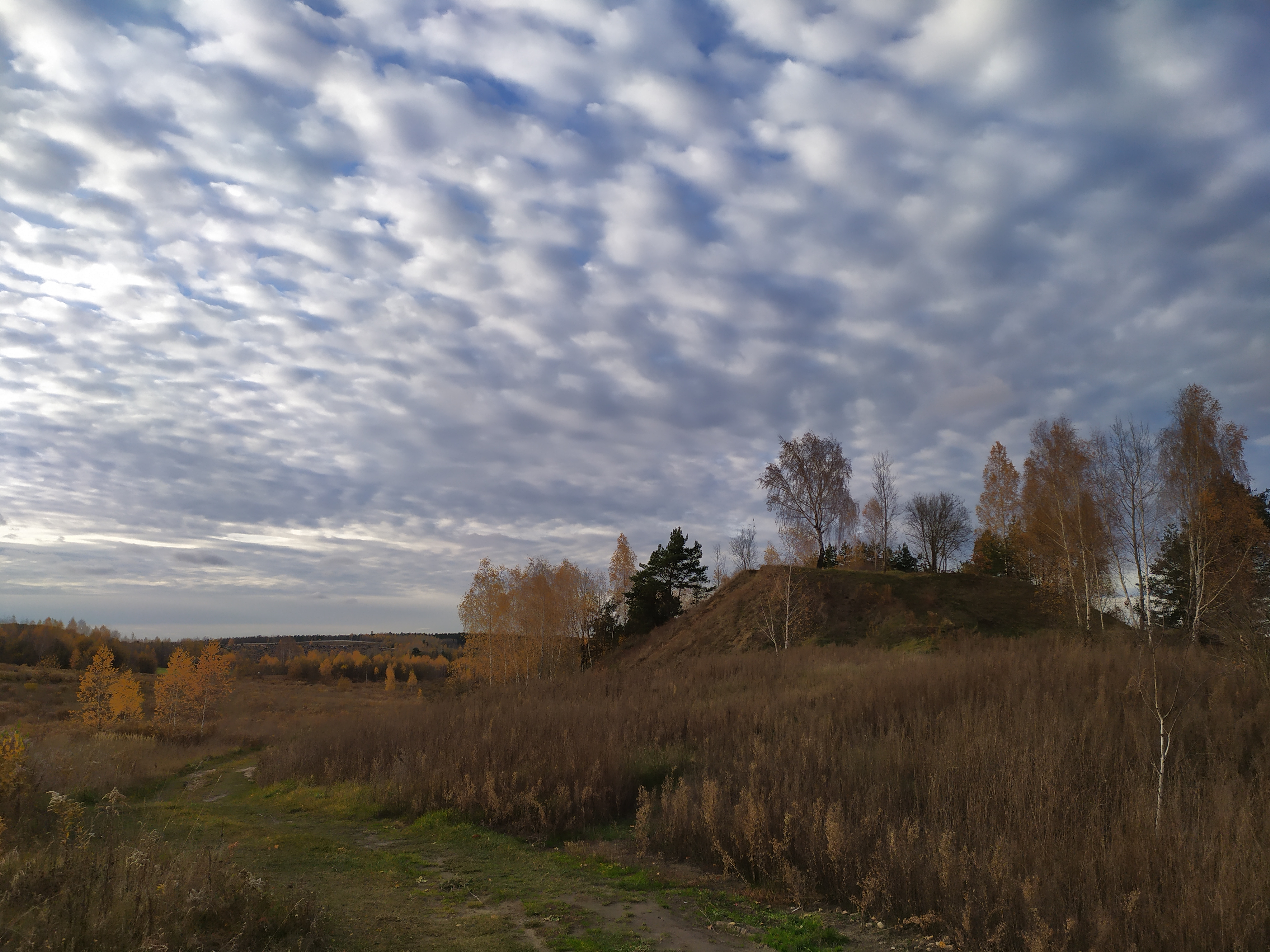
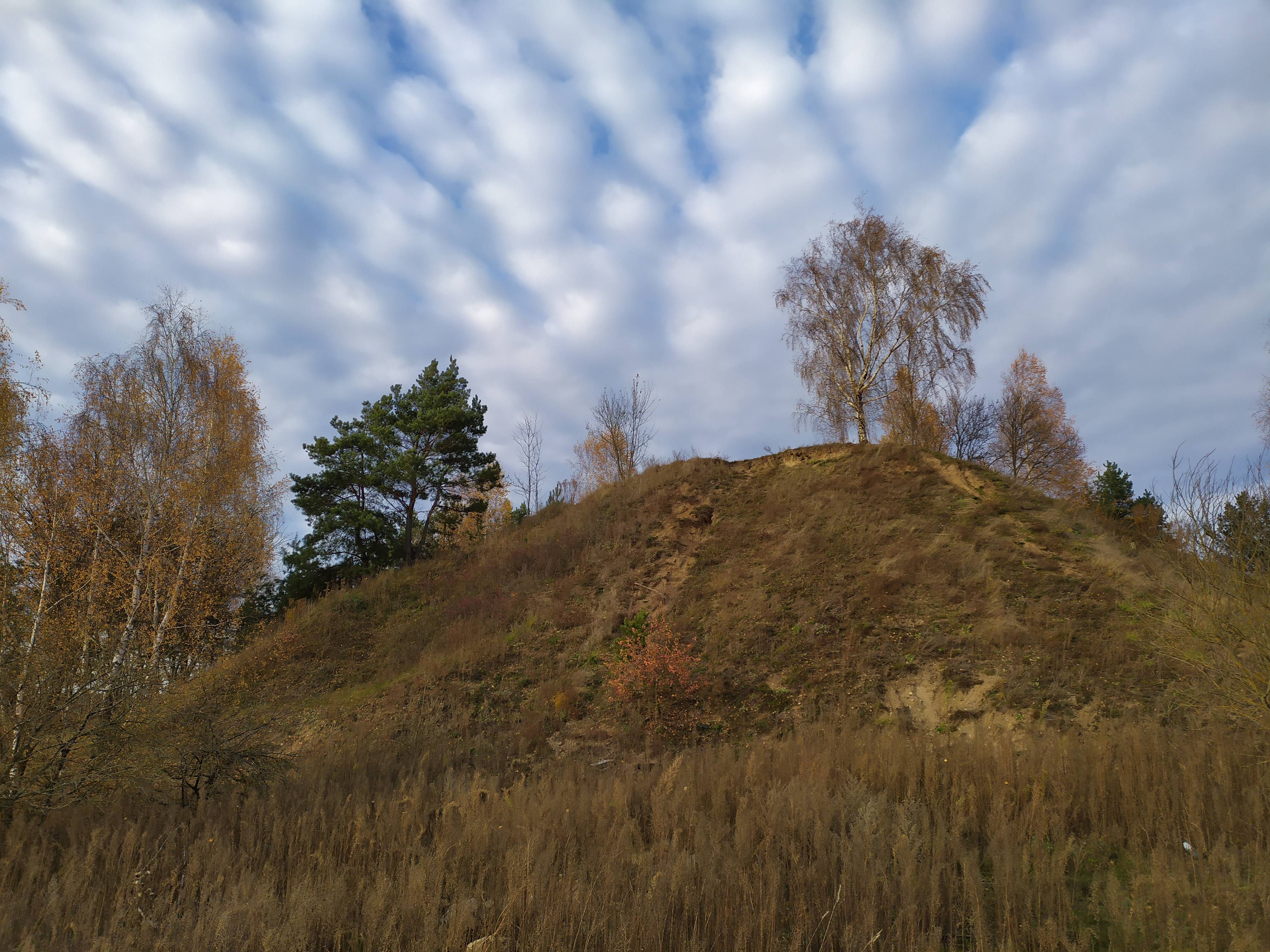
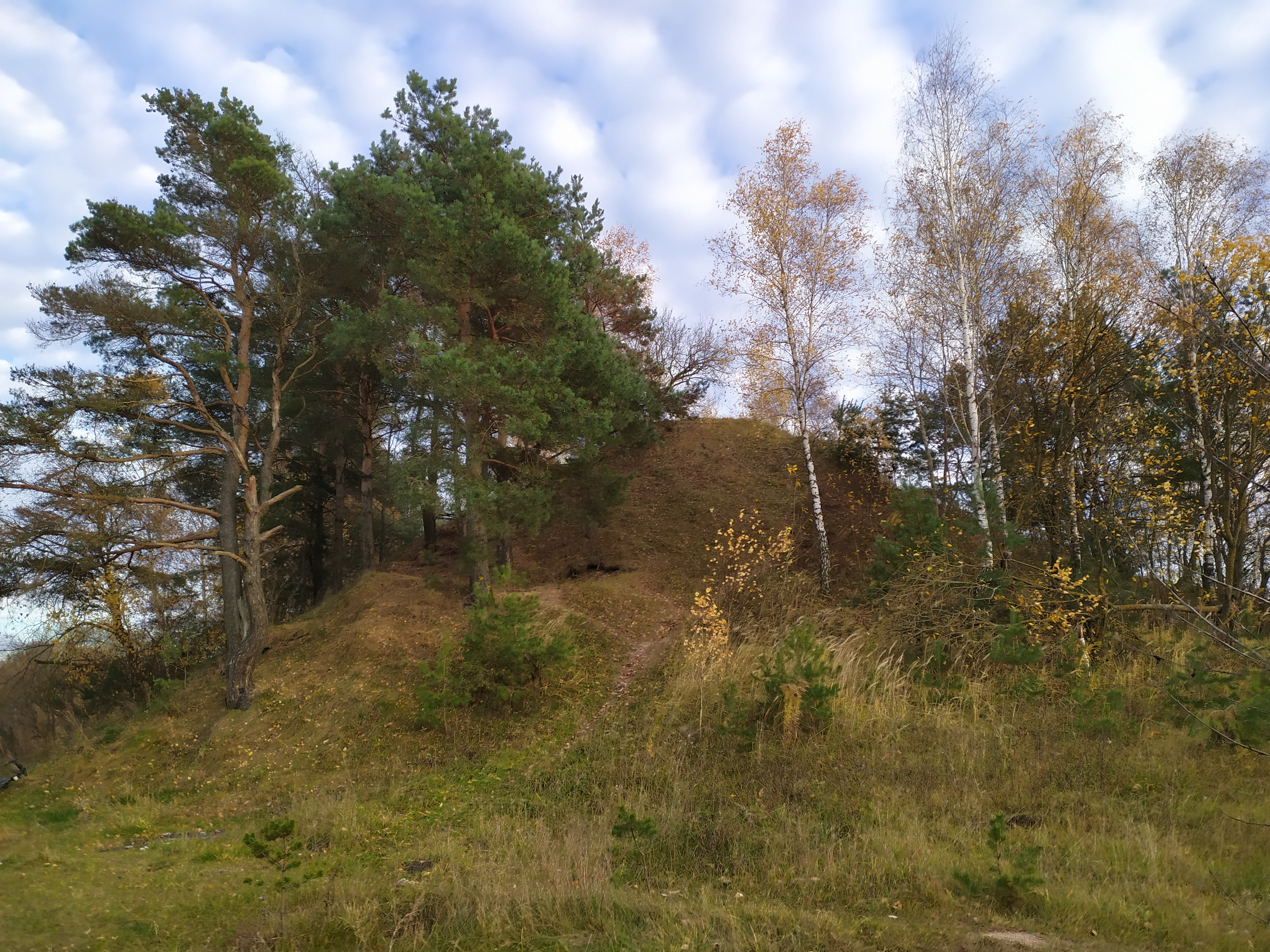
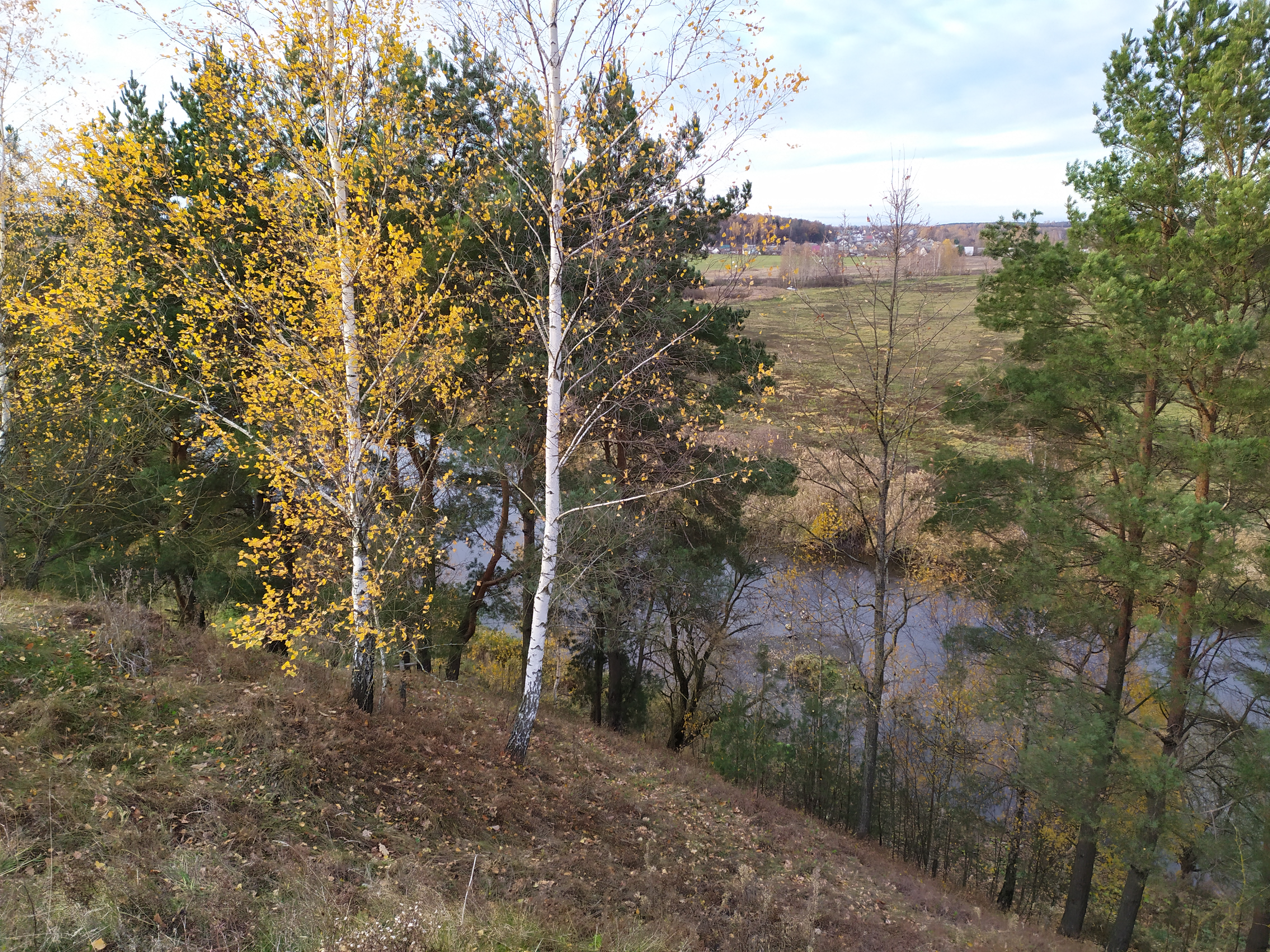
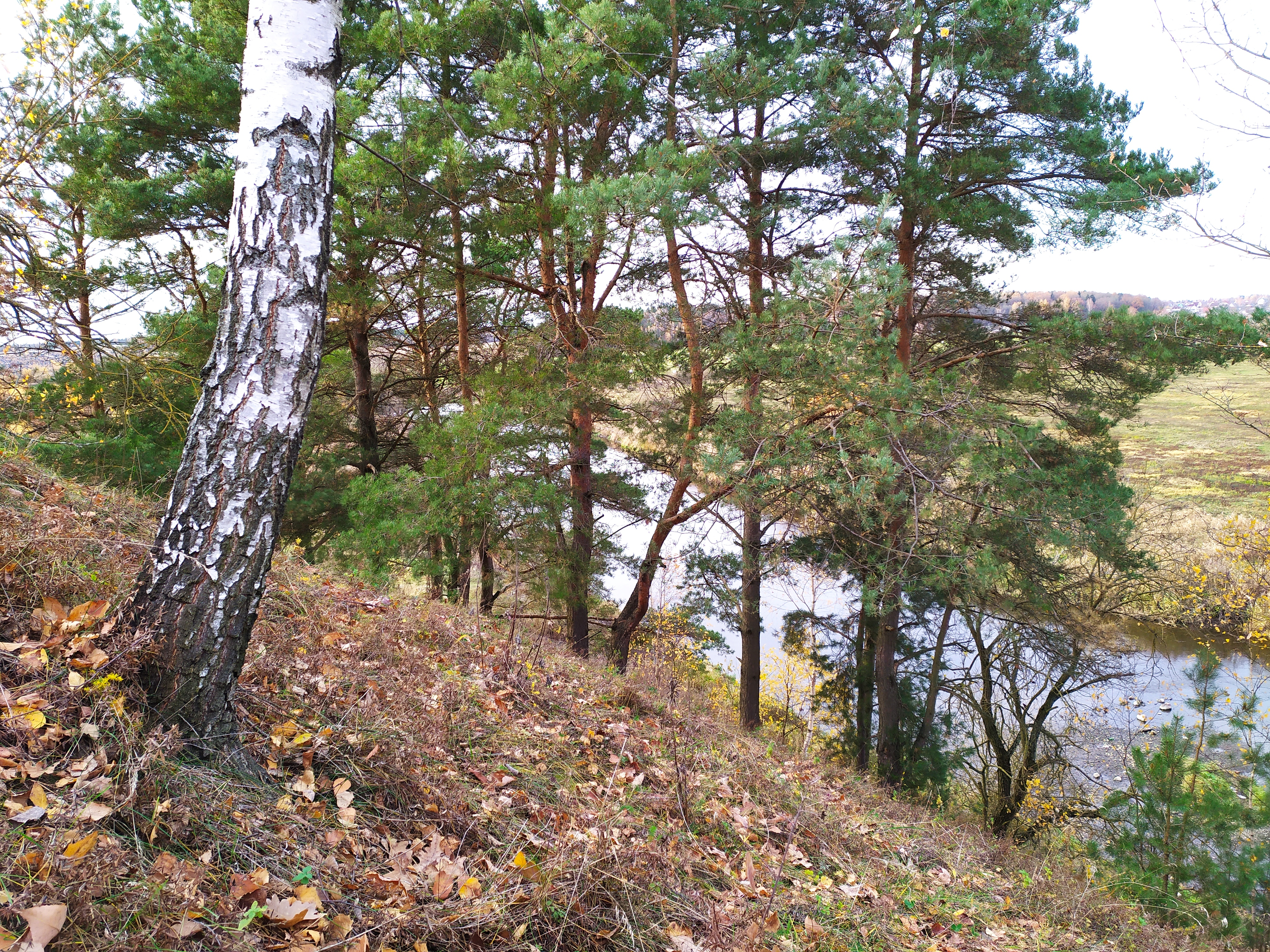
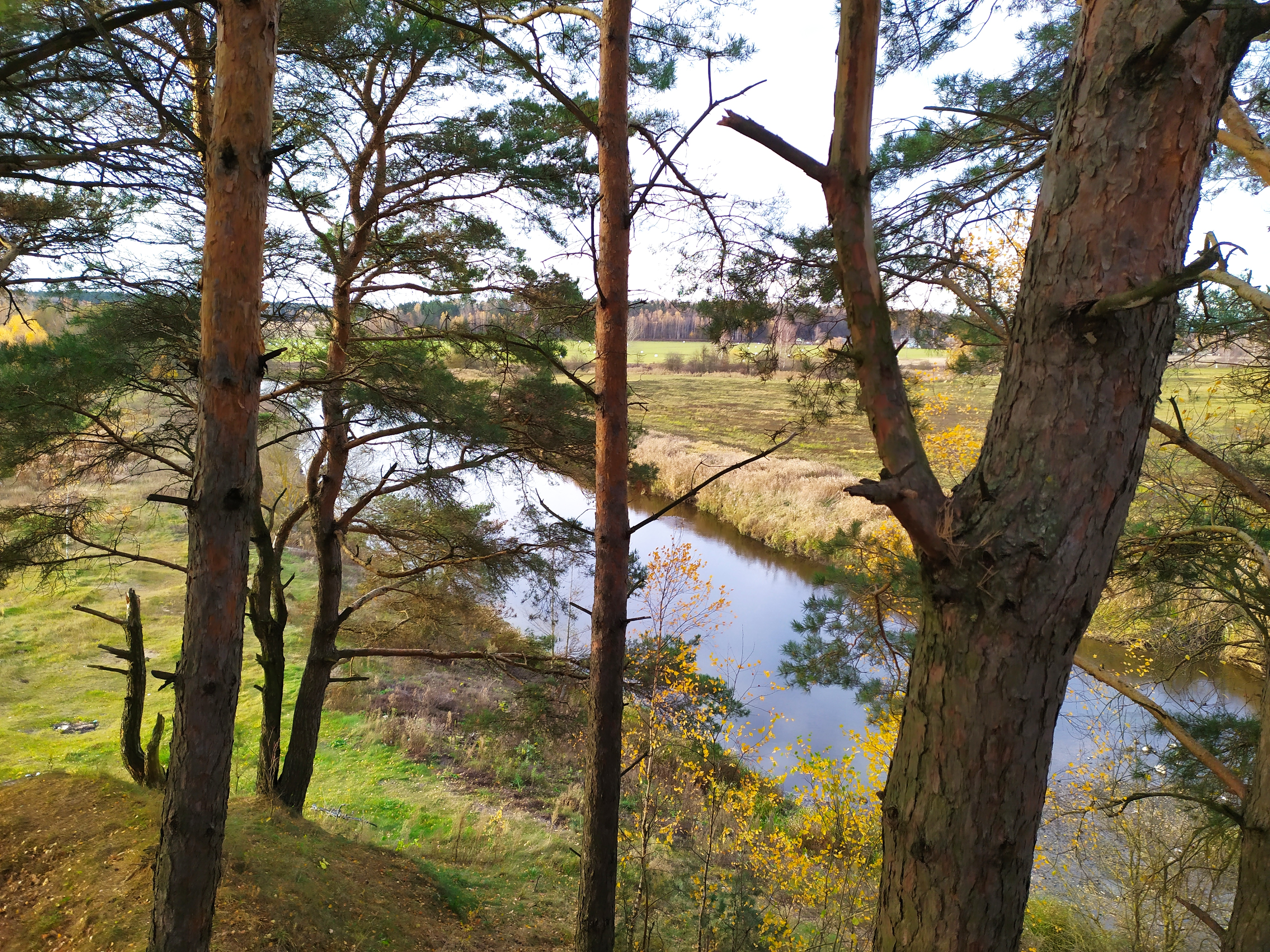